# Серебрянское сельское поселение (Пермский край)
Серебрянское сельское поселение — упразднённое муниципальное образование в Гайнском районе Пермского края России.
Административный центр — посёлок Серебрянка.

## История
Образовано в 2004 году. Упразднено в 2019 году в связи с преобразованием муниципального района в единый муниципальный округ.

## Население
| 2010 | 2012  | 2013  | 2014 | 2015 | 2016 | 2017 |
| ---- | ----- | ----- | ---- | ---- | ---- | ---- |
| 1048 | ↘1031 | ↘1008 | ↘983 | ↘967 | ↘949 | ↘940 |
| 2018 | 2019  |       |      |      |      |      |
| ↘916 | ↗920  |       |      |      |      |      |

По данным Всероссийской переписи населения 2010 года в Серебрянском сельском поселении проживало 1048 человек./

## Населённые пункты
В состав поселения входили 2 населённых пункта:
| № | Населённый пункт | Тип     | Население |
| - | ---------------- | ------- | --------- |
| 1 | Оныл             | посёлок | 417       |
| 2 | Серебрянка       | посёлок | ↘631      |